# Филипп Гессен-Филипстальский
Филипп Гессен-Филипстальский (нем. Philipp von Hessen-Philippsthal; 14 декабря 1655, Кассель — 18 июня 1721, Ахен) — ландграф Гессен-Филипсталя в 1663—1721 годах.

## Биография
Филипп — третий сын ландграфа Вильгельма VI Гессен-Кассельского и его супруги Гедвиги Софии Бранденбургской. Филипп основал побочную линию Гессенского дома Гессен-Филипсталь. Отцовским завещанием ему назначалось только содержание. По наследству от матери Филипп в частности получил половину дворца и Бархфельд.
В 1678 году после угасания семьи Верзебе Филипп получил от своего брата Карла изначально в качестве лена, а затем в собственность дворец и поместье Херлесхаузен. В 1683 году Филипп участвовал в битве при Каленберге. Под свою постоянную резиденцию Филиппу были отданы сооружения упразднённого монастыря Кройцберг (или Кройцбург), где он возвёл в 1685 году дворец Филипсталь.

## Потомки
16 апреля 1680 года Филипп женился в Касселе на Катарине Амалии (1654—1736), дочери графа Карла Отто Сольмс-Лаубахского, с которой у него родились:
- Вильгельмина Гедвига (1681—1699)
- Карл (1682—1770), ландграф Гессен-Филипсталя, женат на принцессе Катарине Кристине Саксен-Веймар-Эйзенахской (1699—1743)
- Амалия (1684—1754)
- Амёна (1685—1686)
- Филипп (1686—1717), женат на графине Марии Лимбург-Штирум (1689—1759)
- Фридерика Генриетта (1688—1761)
- Вильгельм (1692—1761), ландграф Гессен-Филипсталь-Бархфельдский, женат на принцессе Шарлотте Ангальт-Бернбургской (1704—1766)
- София (1695—1728), замужем за герцогом Петером Августом Шлезвиг-Гольштейн-Зондербург-Бекским (1696—1775)